# طب الأمراض الجلدية البيطري

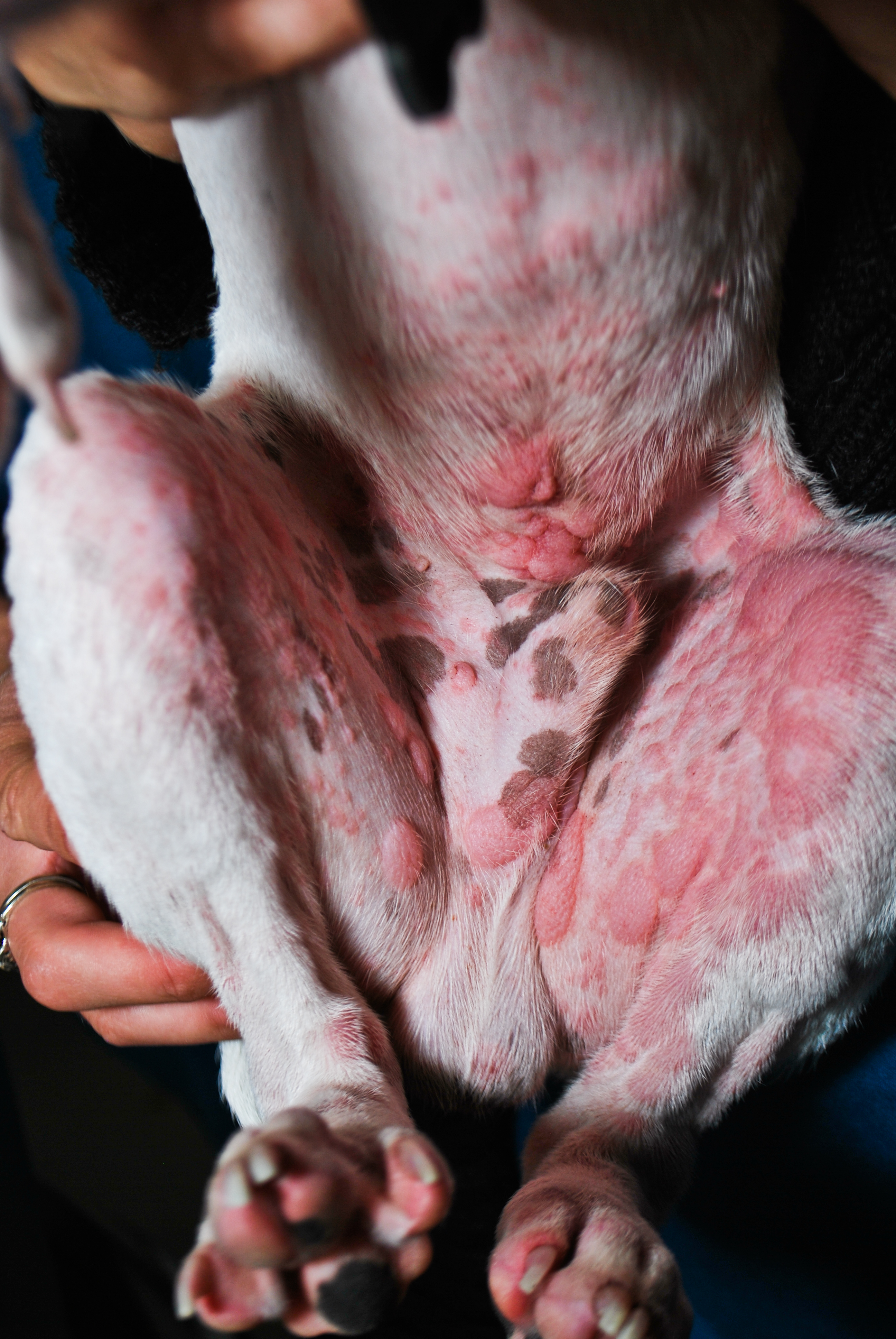
حساسية لدى كلب

طب الأمراض الجلدية البيطري أو طب الجلد البيطري (بالإنجليزية: veterinary dermatology)‏ وهو فرع خاص من الطب البيطري يعنى بدراسة الجلد وتشخيص وعلاج مجموعة واسعة من الإصابات الجلدية والأمراض في الحيوانات الصغيرة والكبيرة.
يخضع أطباء الجلد البيطريون لتدريبات إقامية مكثفة وصارمة على مدى عدد من السنوات تعقب بإجراء أبحاث ونشر مقالات قبل اجتياز امتحان الاعتماد، تعترف بهم الكلية الأمريكية لطب الجلد البيطري (بالإنجليزية: American College of Veterinary Dermatology)‏ كأخصائيين لتوفير الخدمات البيطرية المتخصصة لأصحاب الحيوانات الأليفة ومراجعة الحيوانات المحالة إليهم من قبل الأطباء البيطريين.